# Toni Gonzaga
Toni Gonzaga, née le 20 janvier 1984, est une actrice, facilitateur, chanteuse et animateur de télévision philippine.